# University of Texas at Brownsville and Texas Southmost College
Die University of Texas at Brownsville and Texas Southmost College (UTB/TSC) war von 1991 bis 2011 eine Staatsuniversität in Brownsville (Texas).

## Geschichte
1991 vereinigten sich die zwei Hochschulen University of Texas–Pan American at Brownsville (UTPAB) und Texas Southmost College (TSC) zur University of Texas at Brownsville and Texas Southmost College (UTB/TSC).
Die UTB/TSC hatte etwa 10.000 Studenten und war ein Teil des University of Texas System. Die UTB/TSC wurde bereits 2011 wieder aufgelöst durch die Teilung in die zwei selbstständigen Teile University of Texas at Brownsville (UTB) und Texas Southmost College (TSC).
Die University of Texas at Brownsville (UTB) fusionierte 2015 mit der University of Texas–Pan American (UTPA) zur University of Texas Rio Grande Valley (UTRGV).

## Fakultäten
- Geisteswissenschaften
- Gesundheitswissenschaften
- Naturwissenschaften, Mathematik und Technologie
- Pädagogik
- Sportwissenschaften
- Wirtschaftswissenschaften

## Sport
Die Sportmannschaften der UTB/TSC wurden Scorpions oder Ocelots genannt. Die UTB/TSC war Mitglied der Red River Athletic Conference (RRAC).
Koordinaten: 25° 53′ 56,9″ N, 97° 29′ 29,6″ W